# Sophie Redmond
Sophie Redmond (Paramaribo, 14 de enero de 1907-18 de septiembre de 1955), fue una médica, cirujana, partera, dramaturga, política y feminista surinamesa.   	
Redmond fue la quinta mujer graduada de médica en Surinam.
Hija de maestra, luego directora Adolfina Magdalena Herkul y Philippus Josef Redmond. 
Estudió violín, el 1 de noviembre de 1925 se convirtió en estudiante de la Facultad de Medicina. El estudio no le fue fácil: al principio tuvo que desafiar los comentarios despectivos sobre ser mujer y por su etnia. Pero su perseverancia aprobó sus exámenes en 1935. Redmond fue así la quinta mujer graduada en medicina, cirujana y partera de la escuela. Luego se instaló como médica privada, como médica como la llamaba la población, en la capital de Surinam. Se postuló para el Parlamento en una elección parcial en 1950. Las primeras elecciones generales en 1949 fueron ganadas por el Partido Nacional de Surinam (NPS), originalmente un partido de criollos protestantes especialmente miembros de la Iglesia Morava.

## Vida privada
En 1941 contrajo matrimonio con el surinamés Louis Emile Monkau, que trabajaba en Curazao en 1941, continuó trabajando con su apellido de soltera. Este matrimonio quedó sin hijos.
Falleció el 18 de septiembre de 1955 a los 48 años, en Paramaribo.